# Materiales ópticos
Son materiales ópticos aquellos materiales que se utilizan en la fabricación de lentes, monturas para gafa y demás objetos que tengan que ver con Óptica, por ejemplo microscopios, telescopios, etc. 
La Química es la base para su fabricación, porque dependiendo de su composición los materiales ópticos tendrán unas propiedades u otras. Todo depende del uso que se le quiera dar una vez terminado el producto.

## Clasificación
Químicamente, los materiales Ópticos se clasifican en inorgánicos y orgánicos. 
- Materiales ópticos inorgánicos: fabricados a partir de elementos químicos que no sean compuestos del hidrógeno y del carbono.

De este grupo cabe destacar los silicatos cristalinos, formadores de los vidrios de silicato, que son  compuestos de dióxido de silicio, combinado de diferentes formas.
- Materiales ópticos orgánicos:  su base es la Química orgánica. Los materiales de este tipo son fabricados a partir de compuestos de hidrógeno y carbono, los llamados hidrocarburos, y de los polímeros, que son estructuras orgánicas que deben sus propiedades a las largas cadenas moleculares que los componen.

- Datos: Q6006056